# 혼다 다다나가 (1690년)
혼다 다다나가(일본어: 本多忠良, 1690년 ~ 1751년)는 에도 시대 중기의 다이묘이자 혼다 종가 다다카쓰파 제8대 당주이다. 막부에선 소바요닌, 노중의 직무에 임했다.
| 전임 혼다 다다타카 | 제2대 무라카미번 번주 (혼다가) 1709년 ~ 1710년 | 후임 마쓰다이라 데루사다 |

| 전임 아베 마사타네 | 미카와 가리야번 번주 (혼다가) 1710년 ~ 1712년 | 후임 미우라 아키히로 |

| 전임 마쓰다이라 노부토키 | 제1대 고가번 번주 (혼다가) 1712년 ~ 1751년 | 후임 혼다 다다히사 |

| 전임 마나베 아키후사 | 에도 막부 소바요닌 1710년 ~ 1716년 | 후임 마쓰다이라 데루사다(재임명) |